# Малые Курилы
«Малые Курилы» — государственный природный заказник федерального значения. Расположен в Южно-Курильском городском округе Сахалинской области; на островах Малой Курильской гряды.
Учрежден постановлением Совета Министров РСФСР от 6 января 1982 г. № 14. Имеет профиль комплексного (ландшафтного). Находится в ведении Министерства природных ресурсов и экологии Российской Федерации.
Общая площадь территории заказника составляет 45 000 га, в том числе земельных участков островов — 19 800 га (из них на острове Шикотан — 14 300 га), акватории Тихого океана — 25 200 га.
В состав заказника входят острова Малой Курильской гряды: Шикотан (частично), Полонского, Зелёный, Танфильева, Юрий, Анучина, Сторожевой, Сигнальный, Рифовый, мелкие острова и скалы, находящиеся в прилегающих к ним внутренних морских водах и одномильной акватории территориального моря, и прилегающая акватория Тихого океана.
Территория Малой Курильской гряды является предметом территориального спора между Россией и Японией.